# Zdzisław Budzyński
Zdzisław Budzyński (ur. 15 listopada 1952 w Lusławicach) – polski historyk, specjalizujący się w historii nowożytnej Polski; nauczyciel akademicki związany z uczelniami w Rzeszowie i Przemyślu.

## Życiorys
Urodził się w 1952 roku w Lusławicach koło Tarnowa w województwie małopolskim. Po ukończeniu kolejno szkoły podstawowej i średniej podjął studia na kierunku historia w Wyższej Szkole Pedagogicznej im. Komisji Edukacji Narodowej w Krakowie. Ukończył je w 1976 roku, zdobywając tytuł zawodowy magistra na podstawie pracy pt. Bracia Polscy (arianie) w Małopolsce, napisanej pod kierunkiem prof. Adama Przybosia. Jednocześnie studiował filozofię na Uniwersytecie Jagiellońskim.
Bezpośrednio po ukończeniu studiów kontynuował dalsze kształcenie będąc asystentem w Stacji Naukowej Polskiego Towarzystwa Historycznego w Przemyślu. Odbywał staże naukowe w kraju i zagranicą, głównie za pośrednictwem Polskiej Akademii Nauk, w tym od 1979 roku kilka paromiesięcznych na Ukrainie, gdzie zajmował się kwerendą zasobów archiwów i bibliotek lwowskich oraz innych. W 1980 roku został zatrudniony na Wyższej Szkole Pedagogicznej w Rzeszowie (od 2001 roku Uniwersytet Rzeszowski) na stanowisku adiunkta. Stopień naukowy doktora nauk humanistycznych w zakresie historii uzyskał w 1981 roku na swojej macierzystej uczelni na podstawie pracy nt. Dzieje opieki społecznej w ziemi przemyskiej i sanockiej w XVI-XVIII w. W 1994 roku Rada Wydziału Humanistycznego Wyższej Szkoły Pedagogicznej im. Komisji Edukacji Narodowej w Krakowie nadała mu stopień naukowy doktora habilitowanego nauk humanistycznych w zakresie historii o specjalności historia na podstawie rozprawy nt. Ludność pogranicza polsko-ruskiego w drugiej połowie XVIII w. Stan. Rozmieszczenie. Struktura wyznaniowa i etniczna. W tym samym roku objął stanowisko profesora nadzwyczajnego w Instytucie Historii WSP w Rzeszowie. Był tam ponadto kierownikiem Zakładu Statystyki i Demografii Historycznej oraz Pracowni Kartografii Historycznej. W 2010 roku prezydent Polski Lech Kaczyński nadał mu tytuł profesora nauk humanistycznych. Niedługo potem został profesorem zwyczajnym na Uniwersytecie Rzeszowskim. W 2012 roku wybrano go na urząd dziekana Wydziału Socjologiczno-Historycznego Uniwersytetu Rzeszowskiego.
Poza rzeszowską uczelnią pracuje także w Instytucie Historii i Archiwistyki Państwowej Wyższej Szkoły Wschodnioeuropejskiej w Przemyślu, gdzie w latach 2004–2006 piastował funkcję prorektora. Był także prezesem Towarzystwa Przyjaciół Nauk w Przemyślu im. Kazimierza Marii Osińskiego. Jest członkiem Komisji Wschodnioeuropejskiej Wydziału II Historyczno-Filozoficznego Polskiej Akademii Umiejętności. W przeszłości był członkiem Rady Towarzystw Naukowych przy Prezydium Polskiej Akademii Nauk.
W 2012 został członkiem Komitetu Nauk Historycznych PAN.

## Ważniejsze publikacje
- Dzieje opieki społecznej w Ziemi Przemyskiej i Sanockiej: (XV–XVIII w.)  (1987)
- Bibliografia dziejów Rusi Czerwonej: (1340–1772). T. 1 (1990)
- Ludność pogranicza polsko-ruskiego w drugiej połowie XVIII wieku: stan, rozmieszczenie, struktura wyznaniowa i etniczna. T. 1. T. 2, Dokumentacja statystyczna i kartograficzna (1993)
- Szpitalnictwo rzeszowskie: z dziejów Wojewódzkiego Szpitala Zespolonego (do 1990 r.): praca zbiorowa (1997, wraz z Janem Bastą i Grzegorzem Zamoyskim)
- Kresy południowo-wschodnie w drugiej połowie XVIII wieku. T. 1, Statystyka wyznaniowa i etniczna (2005)
- Kresy południowo-wschodnie w drugiej połowie XVIII wieku. T. 2, Atlas geograficzno-historyczny (2006)
- Kresy południowo-wschodnie w drugiej połowie XVIII wieku. T. 3, Studia z dziejów społecznych (2008)
- Ponad podziałami. Towarzystwo Przyjaciół Nauk w Przemyślu w latach 1909–2009 (2009, wraz z Jolantą Kamińską-Kwak)